# 苗栗火車頭園區
24°34′03″N 120°49′20″E / 24.567536°N 120.822205°E
苗栗火車頭園區原為苗栗鐵道文物展示館，位於臺灣苗栗縣苗栗市，先前常被稱為苗栗鐵道博物館、苗栗鐵道公園等。座落於苗栗車站旁，是利用苗栗機務分駐所之空地建成，原由新竹機務段苗栗機務分駐所暫時管理，並隸屬於中華民國交通部臺灣鐵路管理局。是一座專門保存臺灣鐵道文物與車輛的展示館，經過再次進行改建。2025年4月25日重新開幕，正式命名為苗栗火車頭園區。
2024年12月，苗栗火車頭園區由臺灣鐵路公司委由民間經營，業者以苗栗舊名「貓裏」、苗栗亦為「石虎」重要棲息地的緣故，將貓咪元素融入園區內，打造成苗栗喵喵的火車頭園區。

## 歷史

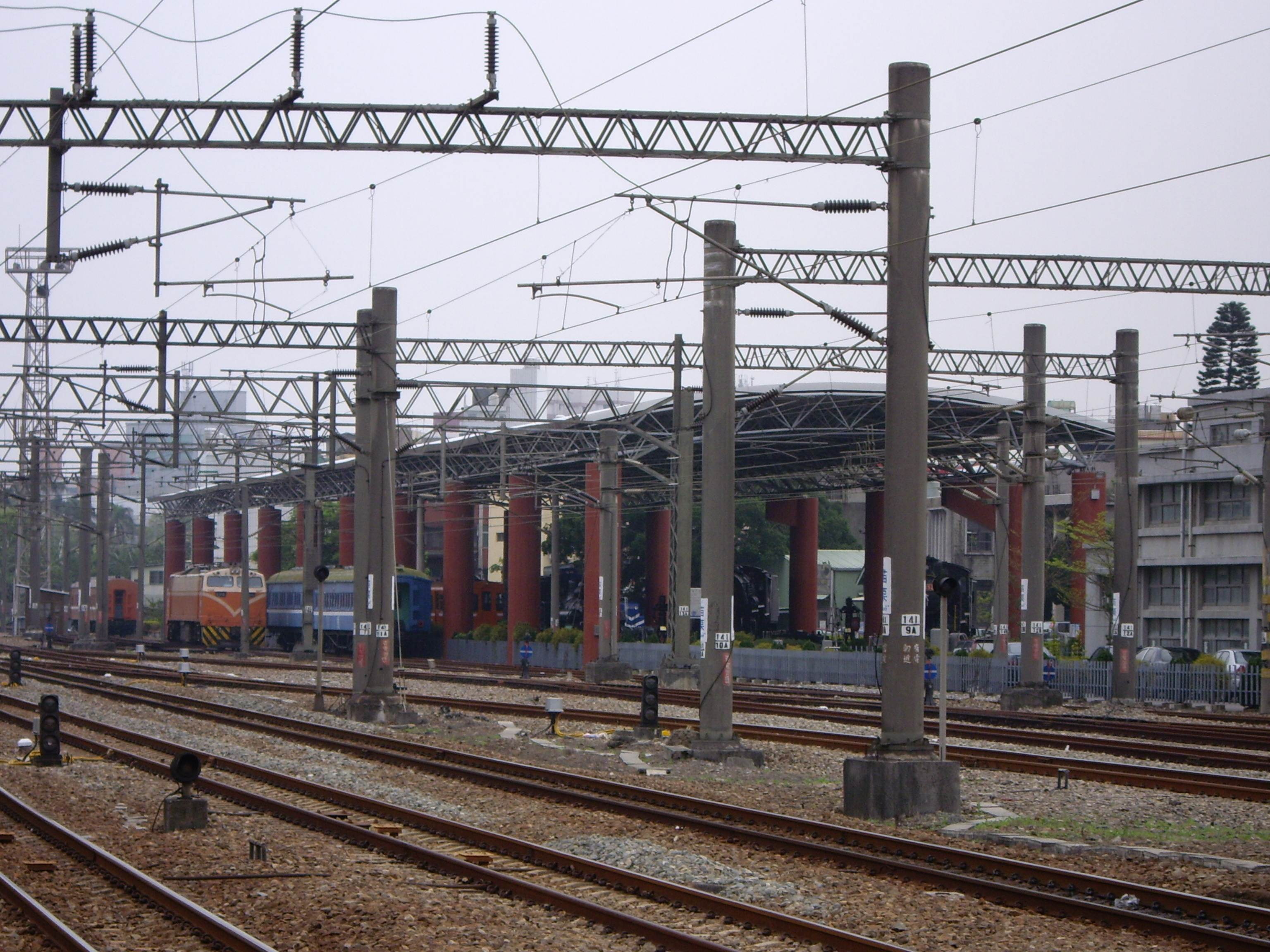
苗栗車站站內拍攝苗栗鐵道文物展示館

1999年6月10日，全台首座鐵路展示館舉行揭幕典禮。
2003年4月，完成苗栗鐵路機車展示館與興建展示區遮雨棚等設施，並移交苗栗機務分駐所負責管理。命名為苗栗鐵道文物展示館。
2014年，台鐵局計畫委託民間經營活化苗栗鐵道文物展示館，公開徵求「苗栗縣苗栗火車站鐵道博物館興建營運移轉案」民間投資者。
2021年5月，配合轉型為苗栗火車頭園區，目前已施工進行再次整備，並將針對保存車輛再次進行調整。
2025年4月25日，臺灣鐵路公司委託民間經營以「苗栗火車頭園區」正式開幕，以「貓咪與火車的邂逅」為主題。

## 館藏文物

### 鐵路機車

#### 蒸汽機車
- CT152蒸汽機車

1919年由日本汽車製造，為客貨兩用機車，1979年6月2日停用後曾長期放置於嘉義扇形車庫，後於1998年移至本館保存。2025年苗栗火車頭園區開幕，存放在轉車台大廳。
- DT561蒸汽機車

1920年由美國機車公司製造，為貨運用機車，1979年停用後曾長期放置於嘉義扇形車庫，後於1998年移至本館保存。2025年苗栗火車頭園區開幕，存放在列車展示館。

#### 柴油機車
- 台鐵R0型柴電機車

1960年由日本日立製作所製造，是臺鐵動力柴油化後第一批購入之機車，因車況不佳曾於1973年改造引擎，最後於1996年全數停用報廢，僅存R6作為文物車保存。
- 台鐵S300型柴電機車

1966年由美國GM-EMD製造，共21輛，為台鐵第二款調度用柴電機車；其中S305在1999年停用報廢後，曾長期棄置於花蓮機廠外，2011年底修復完成後移至本館保存，並於2023年重新修復後恢復為海軍藍塗裝。
- 台鐵LDH100型柴液機車

1970年，台鐵花蓮機廠以動力客車之轉向架、引擎等現有零件組裝而成。此車曾運至澎湖展示，後來因車輛嚴重鏽蝕而運回臺灣修復，修復完成後運至本館保存。

#### 電力機車
- E101電力機車

1976年由英國通用電氣(G.E.C.)設計、南非聯邦鐵路客貨車(U.C.&W.)組裝，共20輛，為台鐵第一款電力機車，並使用至2000年代中期全數退役，僅E101列為文物車保存。2022年修復後，於隔年入駐館內保存。
- E308電力機車

1977年由美國通用電氣公司(GE)製造，共39輛，為台鐵電氣化區間無空調列車與貨物列車之牽引機，亦為台鐵電氣化後代表性車輛之一。其中E308於2023年報廢後，經修復後於同年入駐館內保存。

#### 電聯車
- 台鐵EMU100型電聯車

1978年，因應西部幹線鐵路電氣化而開行新一代的高級列車，故向英國通用電氣公司(GEC)購入，共13組65輛，為台鐵初代自強號列車，亦為鐵路電氣化的代表車型之一；其中EP108報廢後，於2025年修復後移至館內保存。
- 台鐵EMU1200型電聯車

1986年，為了提升客運運量上的需求，由南非聯邦客貨車公司(UC&W)購入EMU200型電聯車，共11組33輛，2002～2004年陸續改造成EMU1200型繼續使用至2022年3月退役為止；目前館藏之EMC1202，2023年報廢後，於同年底運至館內保存。

#### 其他車輛
- 65T蒸汽動力救險大吊車

1950年由日立製造，是台鐵唯一的蒸汽動力救險大吊車，並使用至2000年代初期退役；經修復後於2025年入駐館內保存。

### 鐵路客車
- 25TPK2053木造客車

原為25ES2053鋼樑廠宿營車，1998年被指定為保存車後，於1999年由高雄機廠修復並移至此地保存。
- LTPB1813柴油拖車

1970年由日本東急車輛製造，臺鐵台東線762mm軌距光華號柴油客車之無動力拖車。1982年停用後，於1985年9月送至澎湖縣立文化中心展示；後因嚴重鏽蝕而於1999年10月運回臺北機廠修復，2003年運至本館保存。

本館除上述車輛外，過去曾保存S405柴電機車與LDR2201柴油客車；前者於2022年迴送至富岡基地後，於同年12月改由國家鐵道博物館籌備處收購保存，後者則因2011年的火車載阮向前行─台鐵百年文物特展而移置臺北車站東側展示。
另外，過去也曾保存林鐵28號蒸汽機車、林鐵11403-1、11403-5柴油機車、林鐵SPC2光復號客車、林鐵平甲6006平車、糖鐵331號蒸汽機車、糖鐵254號巡道車等車輛，後因配合場館整建，上述車輛已分別歸還至林鐵與臺糖保存。

### 鐵路設施

#### 展示區
- 鐵路車輛用連結器、集電弓、文物等設備
- 鐵路車輛模型
- 各式鐵軌零組件、工具等
- 古文物、老照片等
- 轉車台大廳
- 列車展示館
- 文物故事館

#### 投煤體驗館

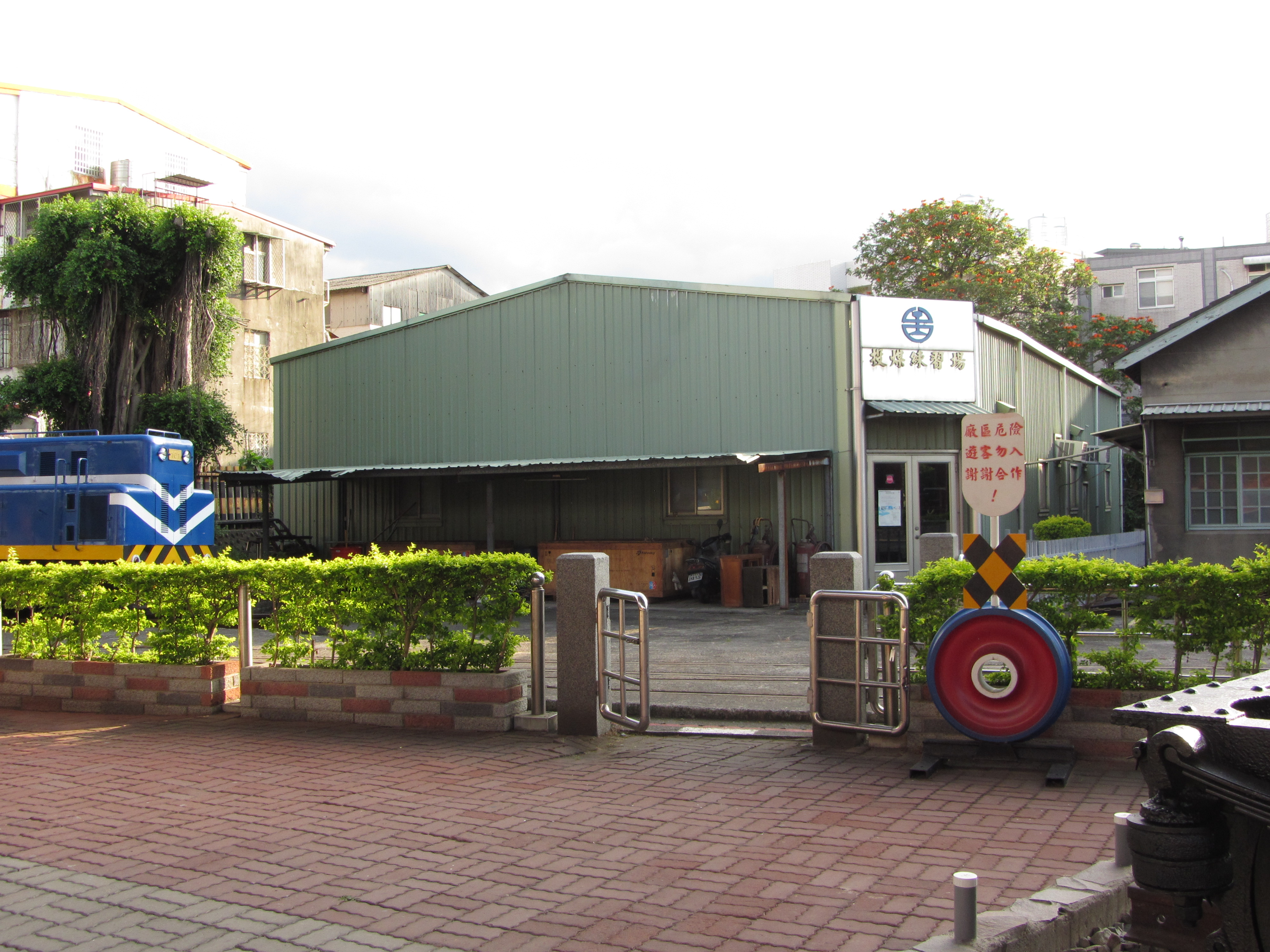
文物展示館旁邊的投煤練習場

（尚未公布體驗或報名方案）
- 投煤練習場

## 歷史建築

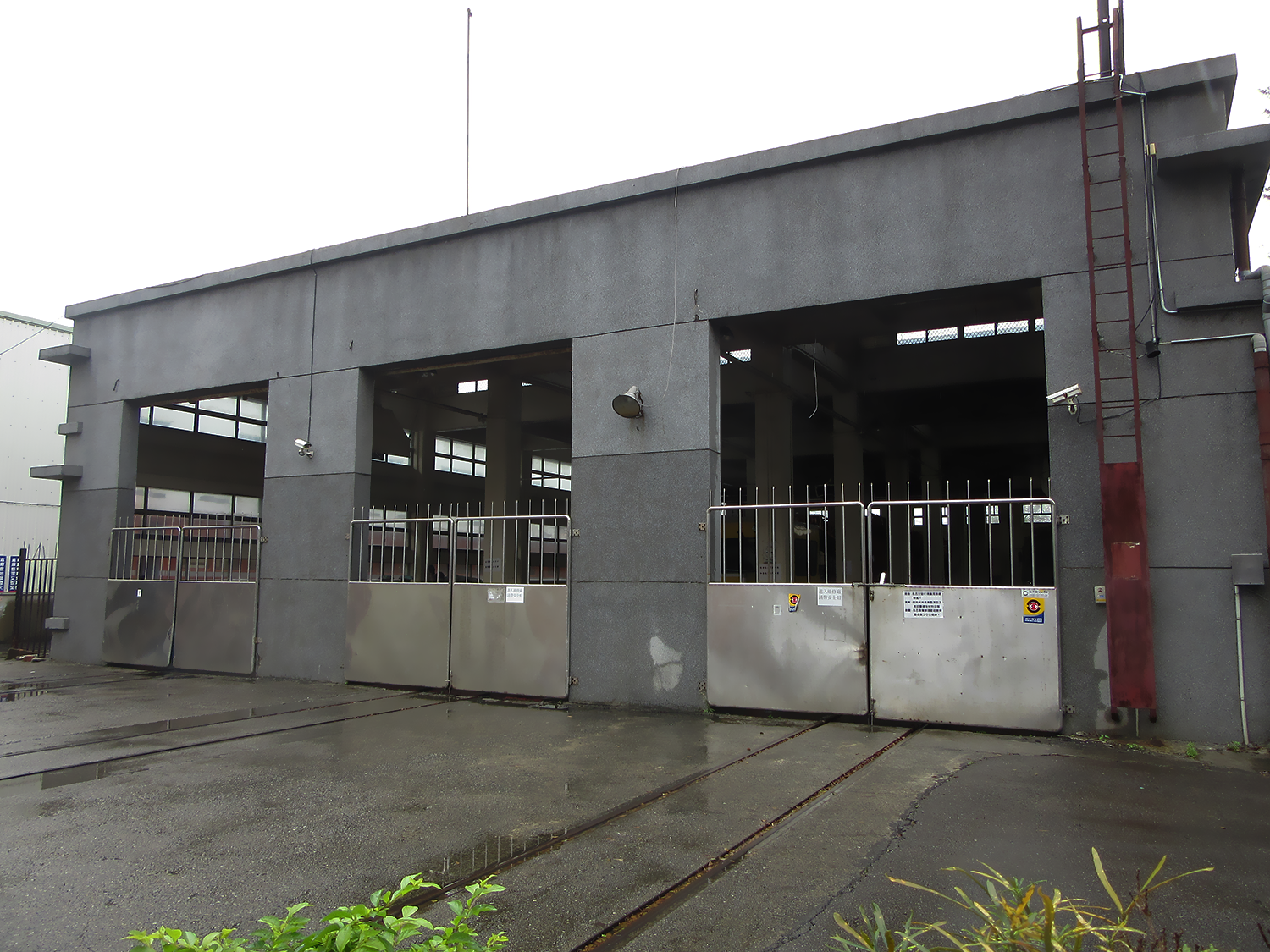
苗栗機關庫

苗栗機關庫：由於苗栗位處山線坡度大，致使列車無力爬坡，需要輔助機車支援，故台灣總督府交通局鐵道部於苗栗車站設置苗栗機關庫，管理機車。，後來苗栗機關庫於1935年新竹－台中地震中受損而不堪使用，並決定新建機關庫，1937年4月24日新式苗栗機關庫落成，此機關庫成為當時苗栗最大且最新之建築，甚至舉辦落成慶祝會。此新式機關庫是基於未來鐵路電氣化後，供電力機車使用而設計，所以外觀不同於當時的其他車庫，但是最後從未有電力機車進駐這座機關庫，而是成為臺鐵工程車輛停放、維修之工廠使用至今，目前此車庫仍為工廠重地，故不開放參觀。

## 圖片集

### 苗栗鐵道文物展示館

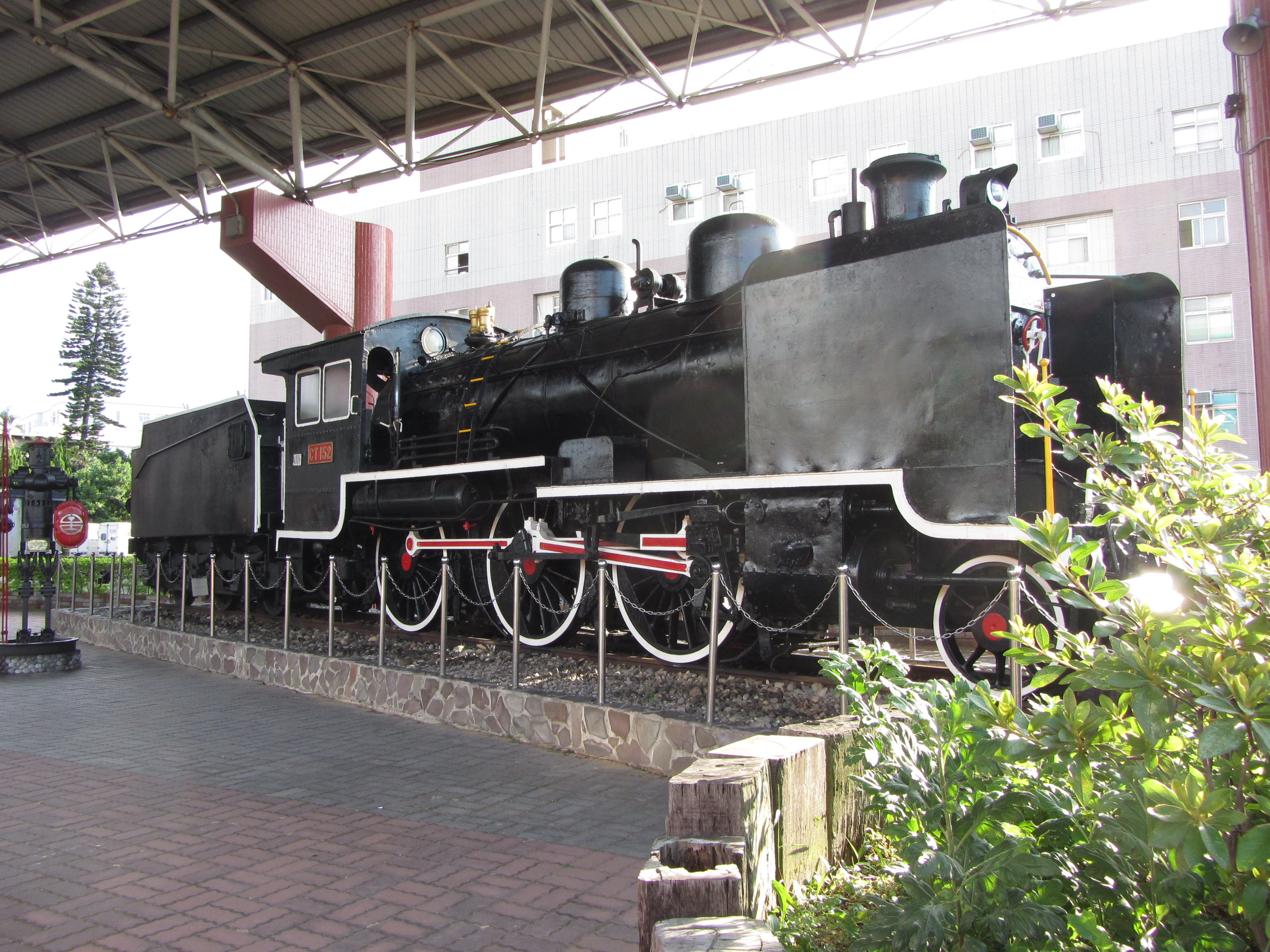
CT152蒸汽機車
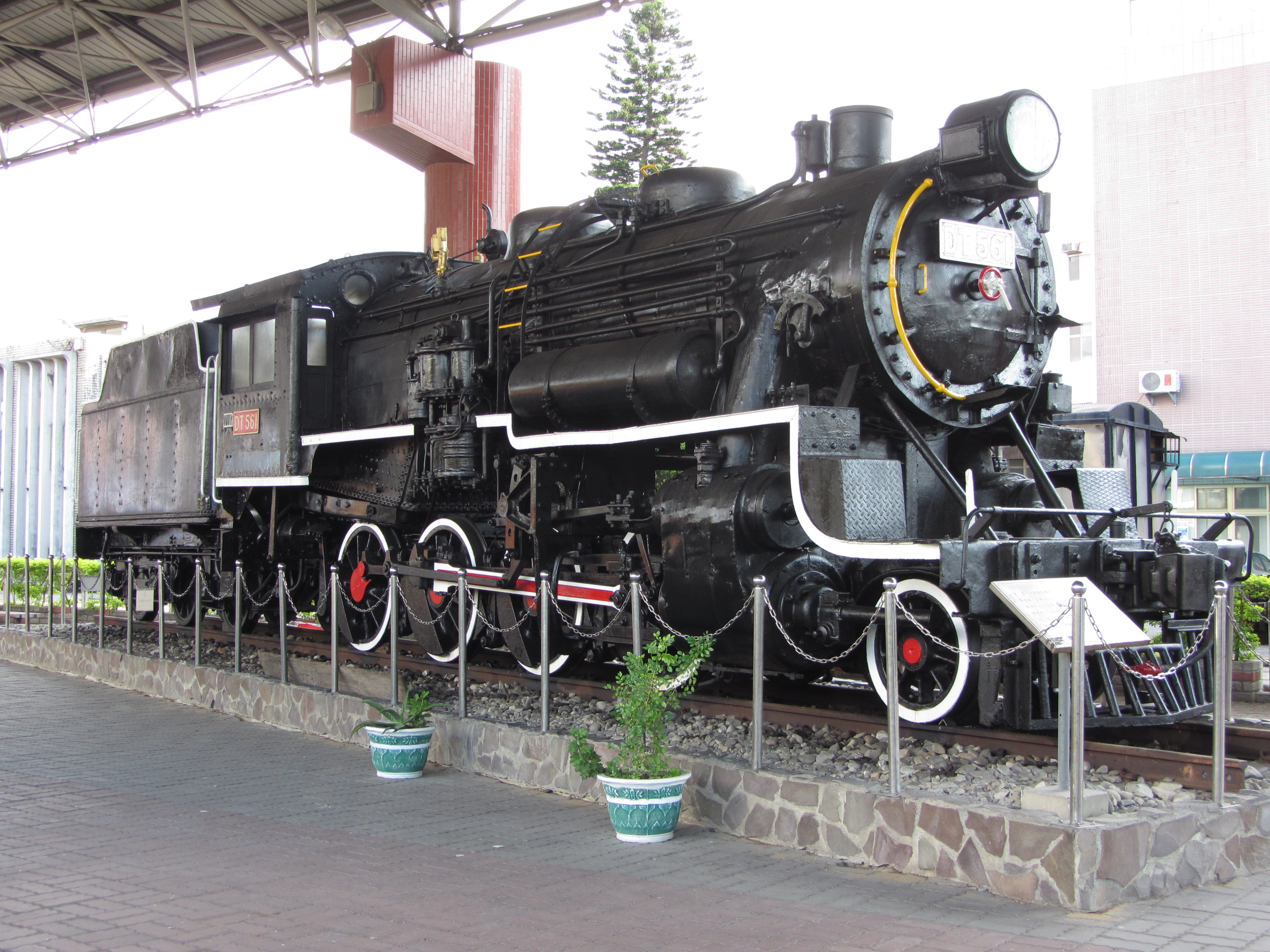
DT561蒸汽機車
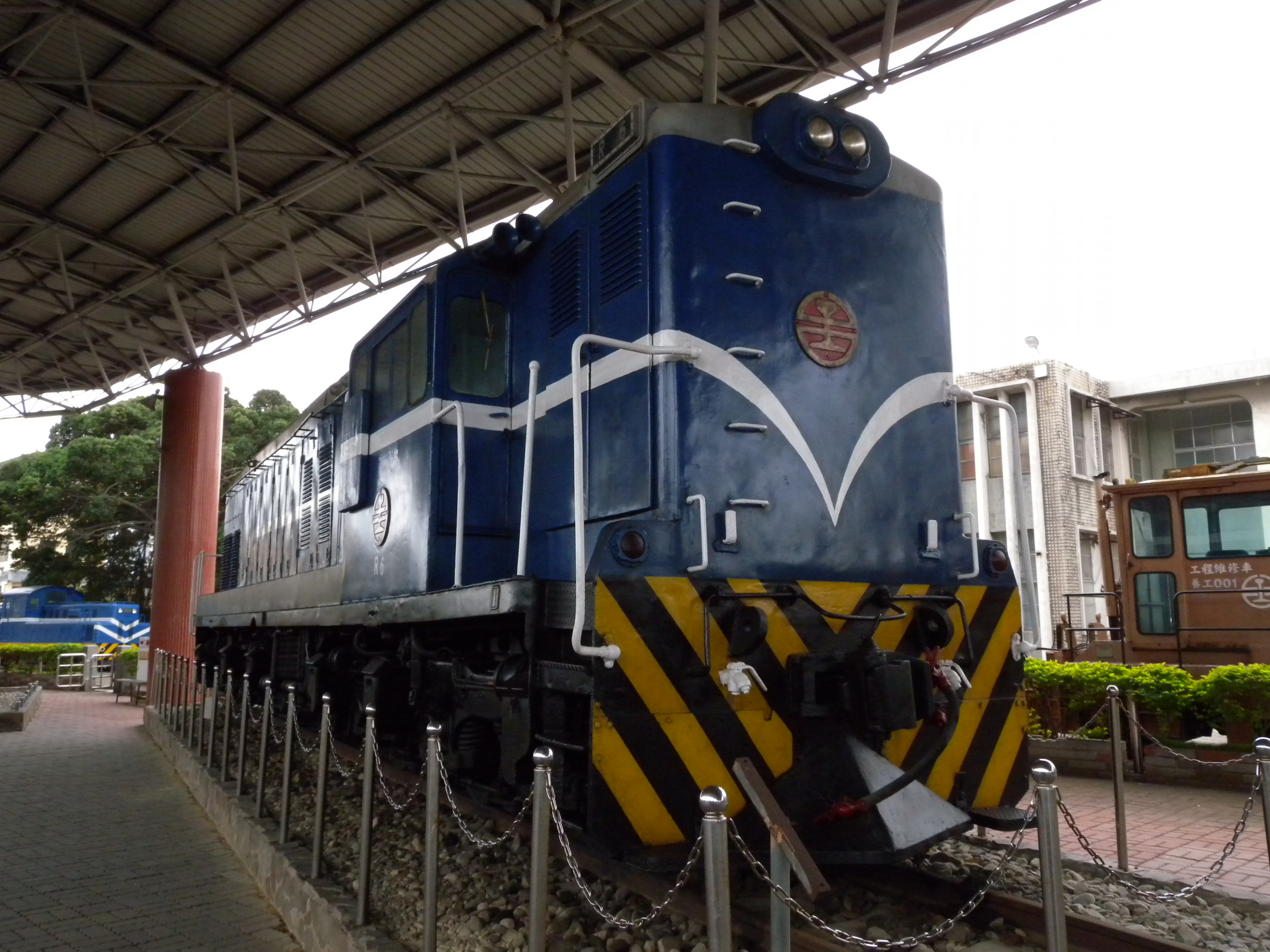
臺鐵R6號柴電機車
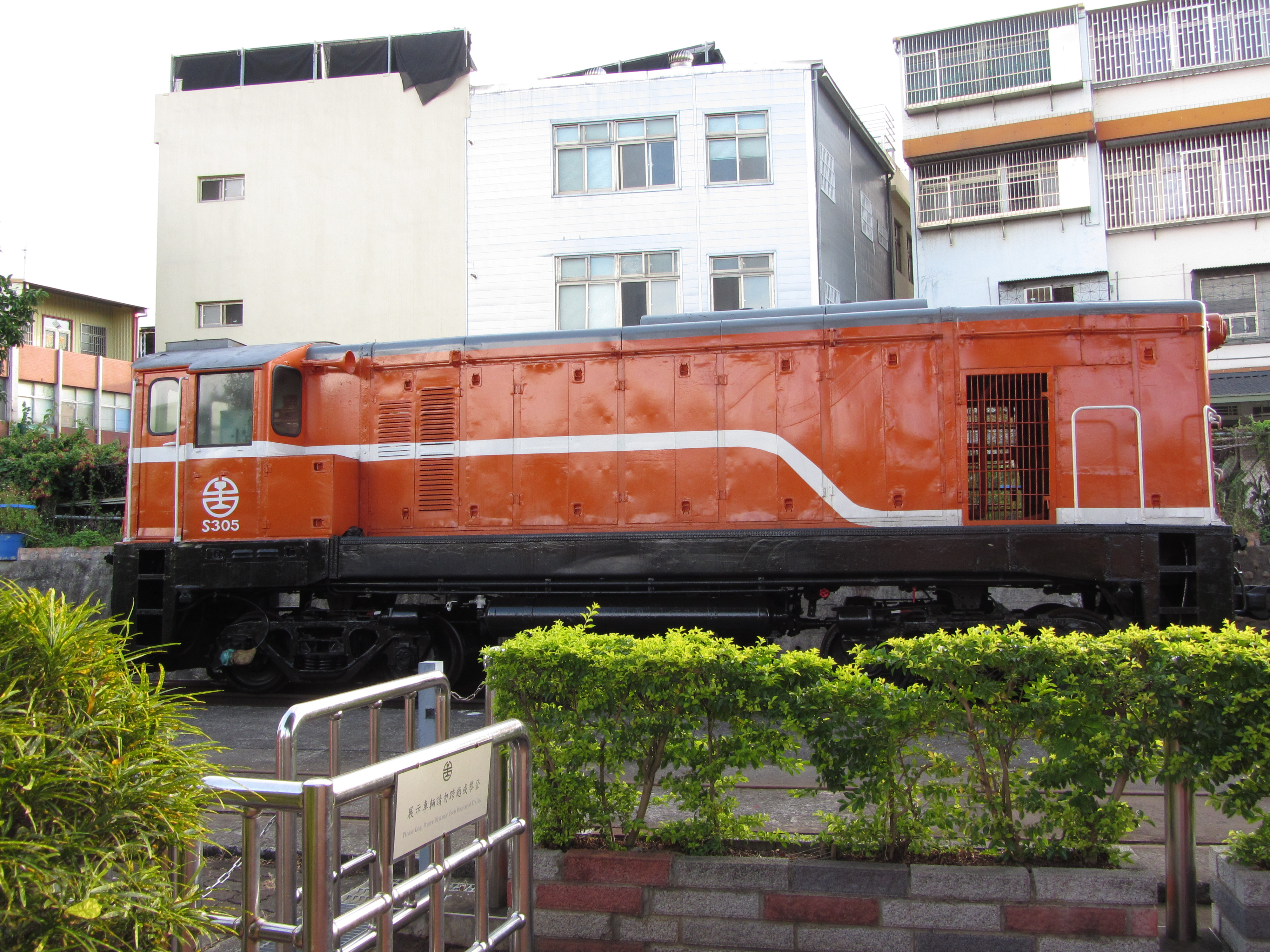
臺鐵S305號柴電機車
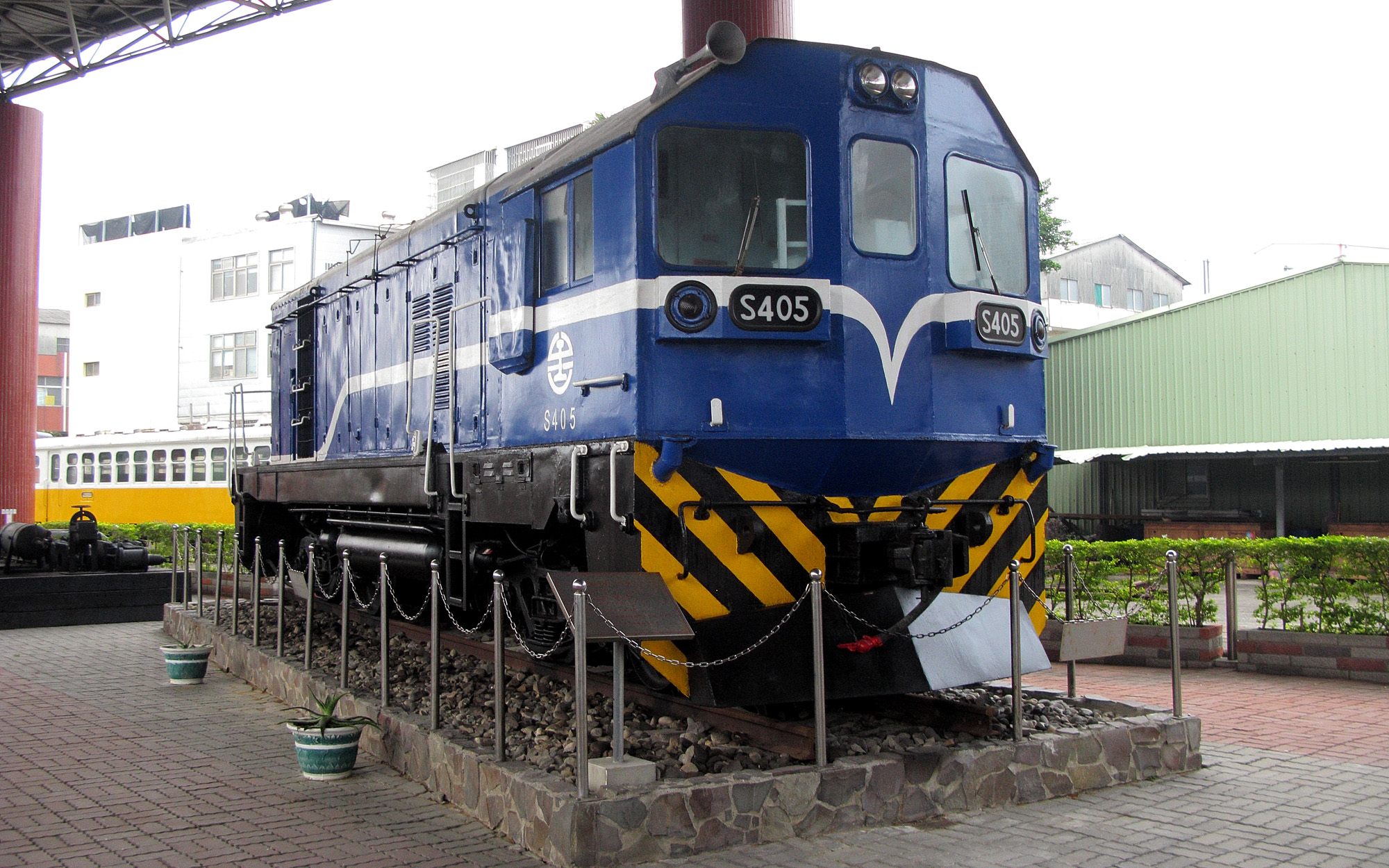
臺鐵S405號柴電機車
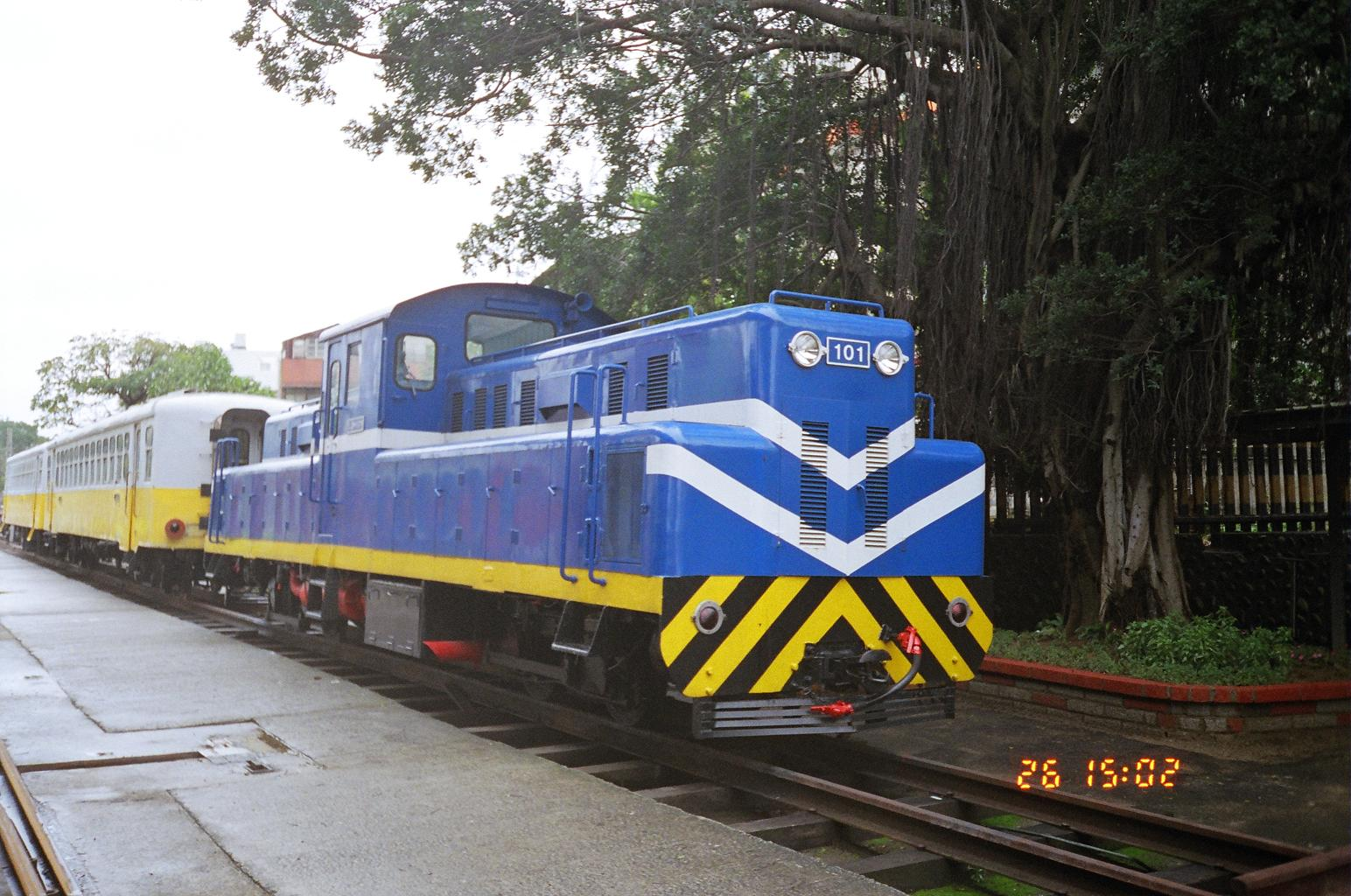
臺鐵LDH101號柴液機車
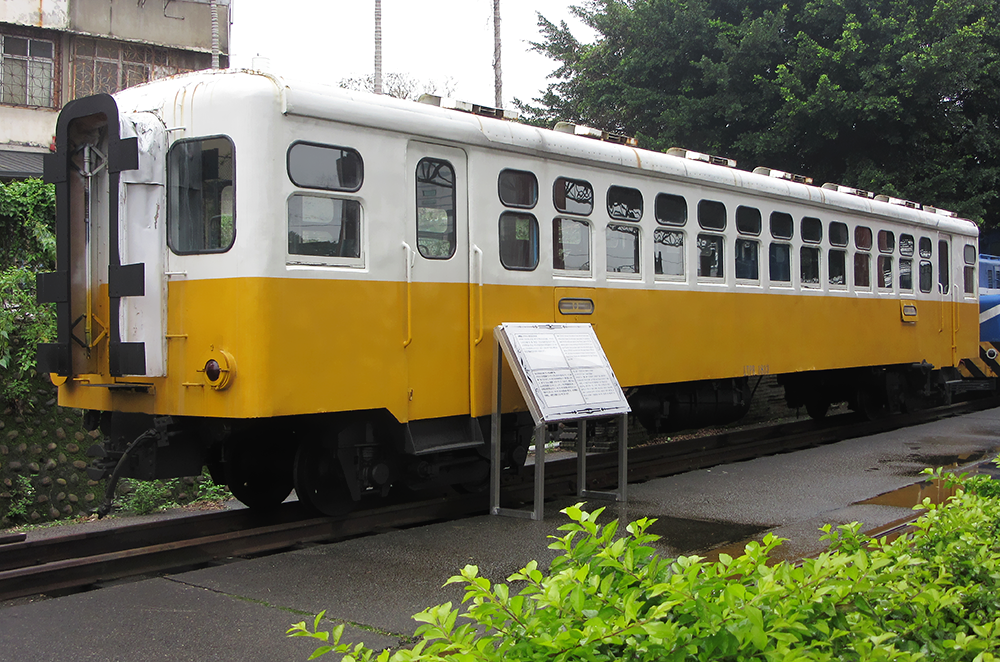
LTPB1813光華號柴油拖車
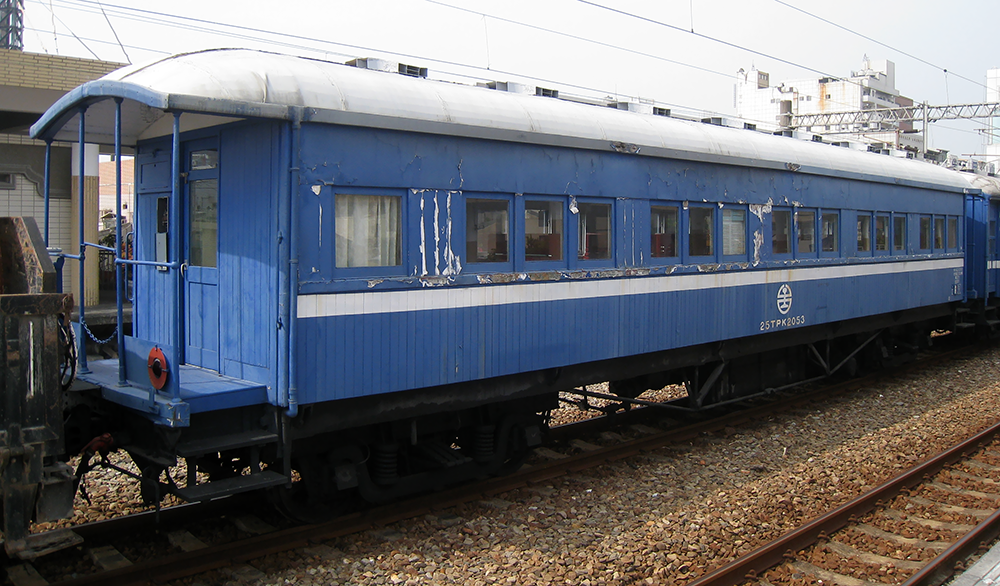
25TPK2053木造客車
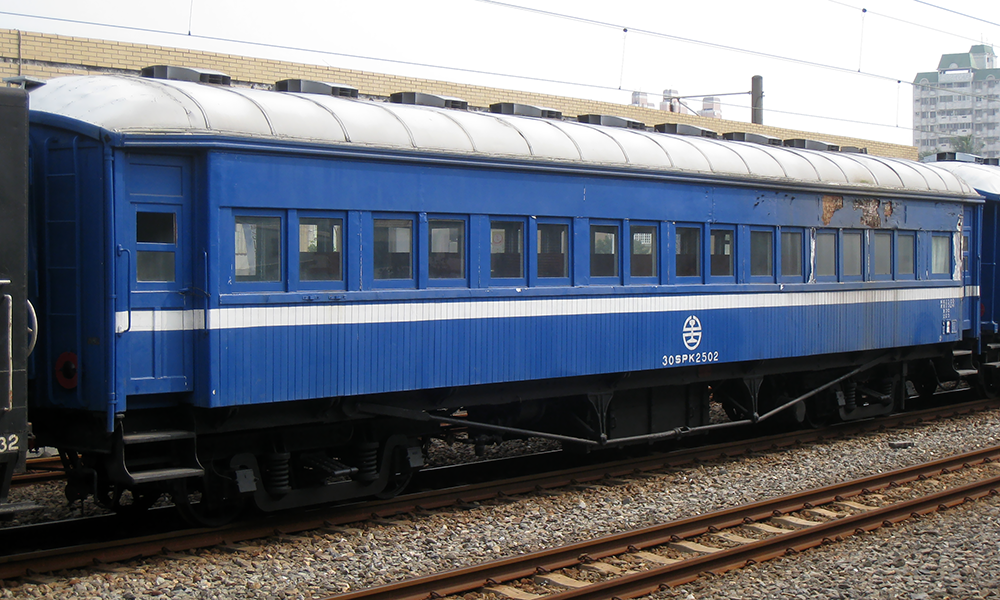
30SPK2502木造客車

### 苗栗火車頭園區

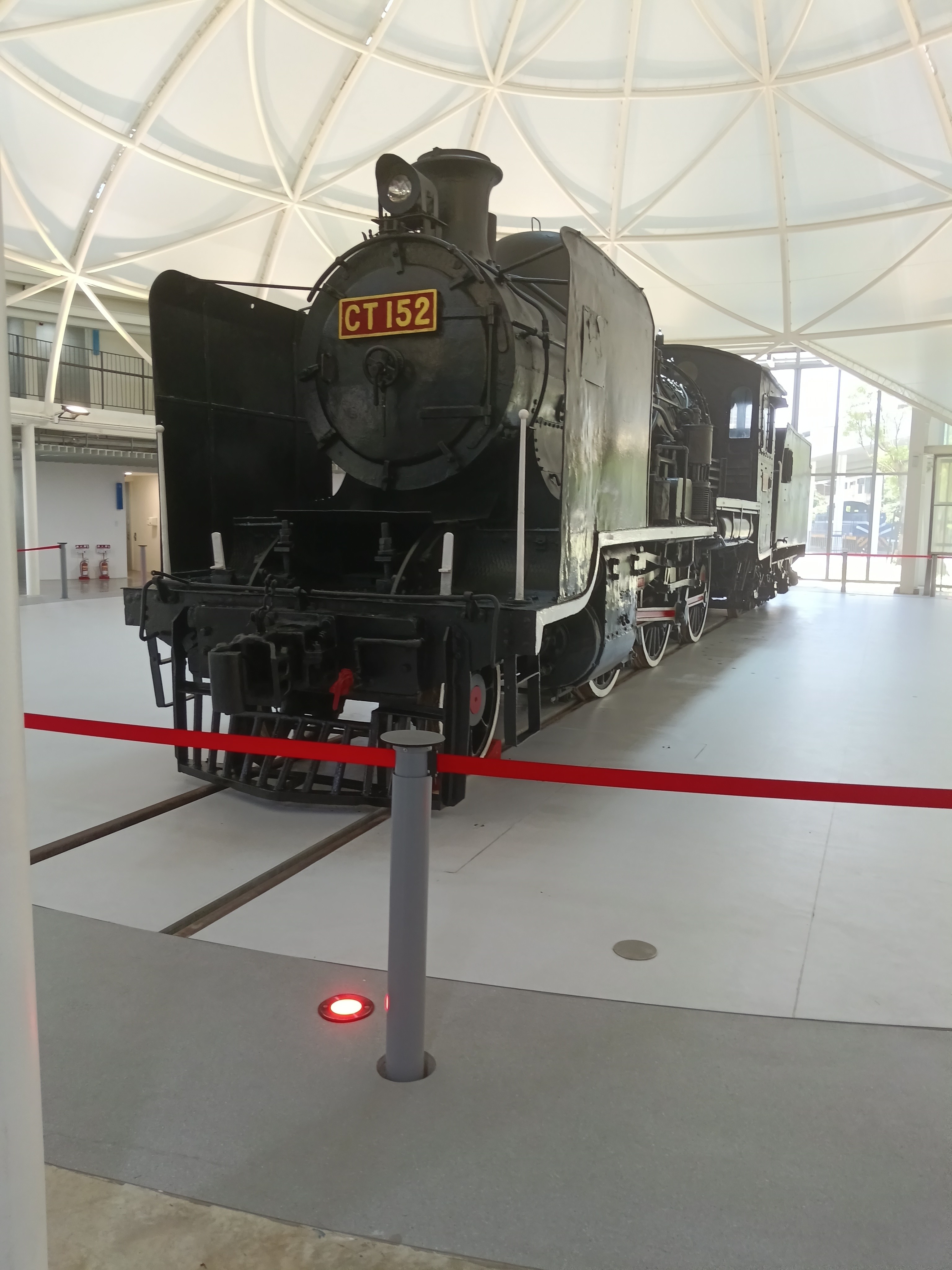
CT152蒸汽機車
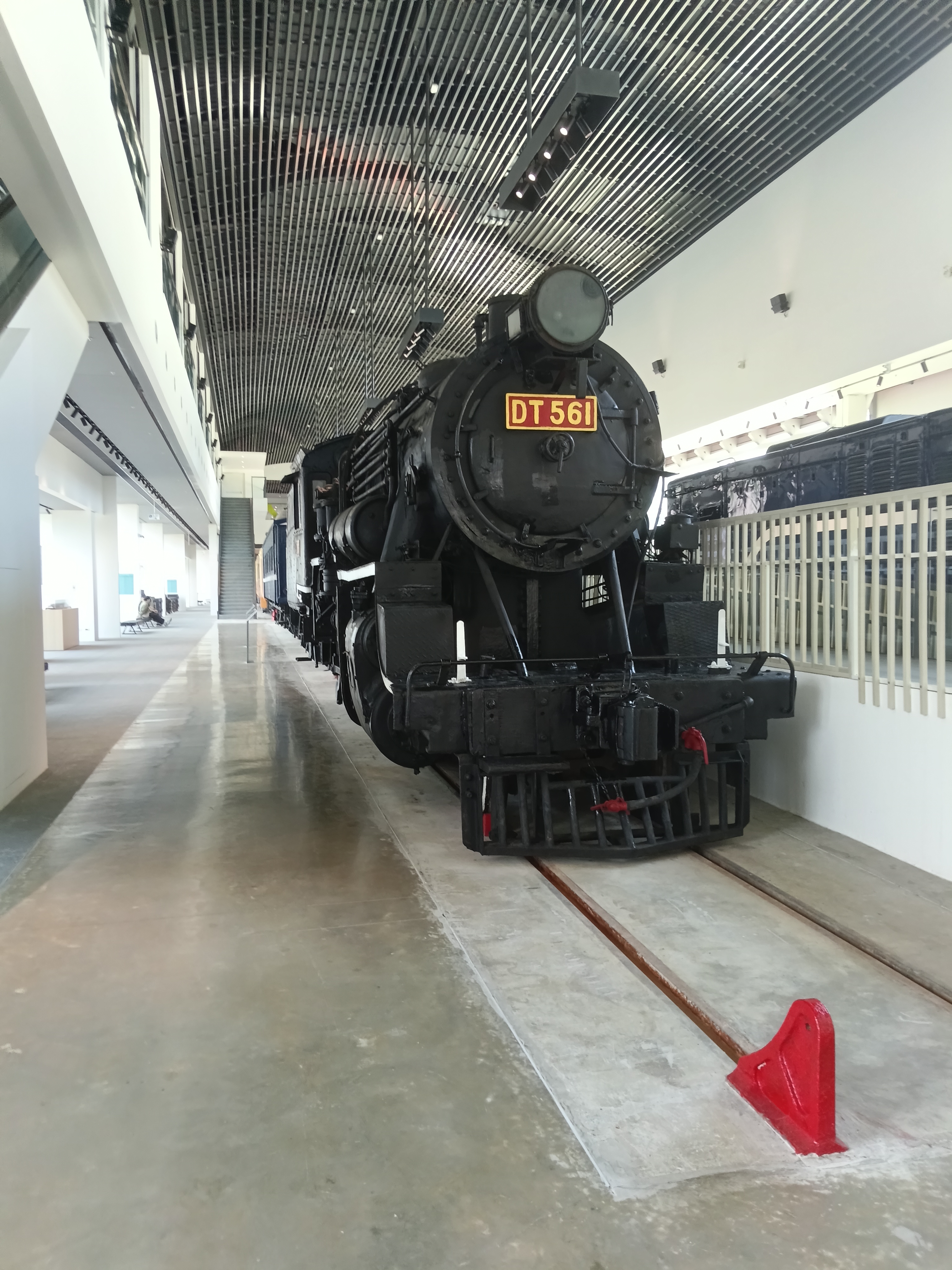
DT561蒸汽機車
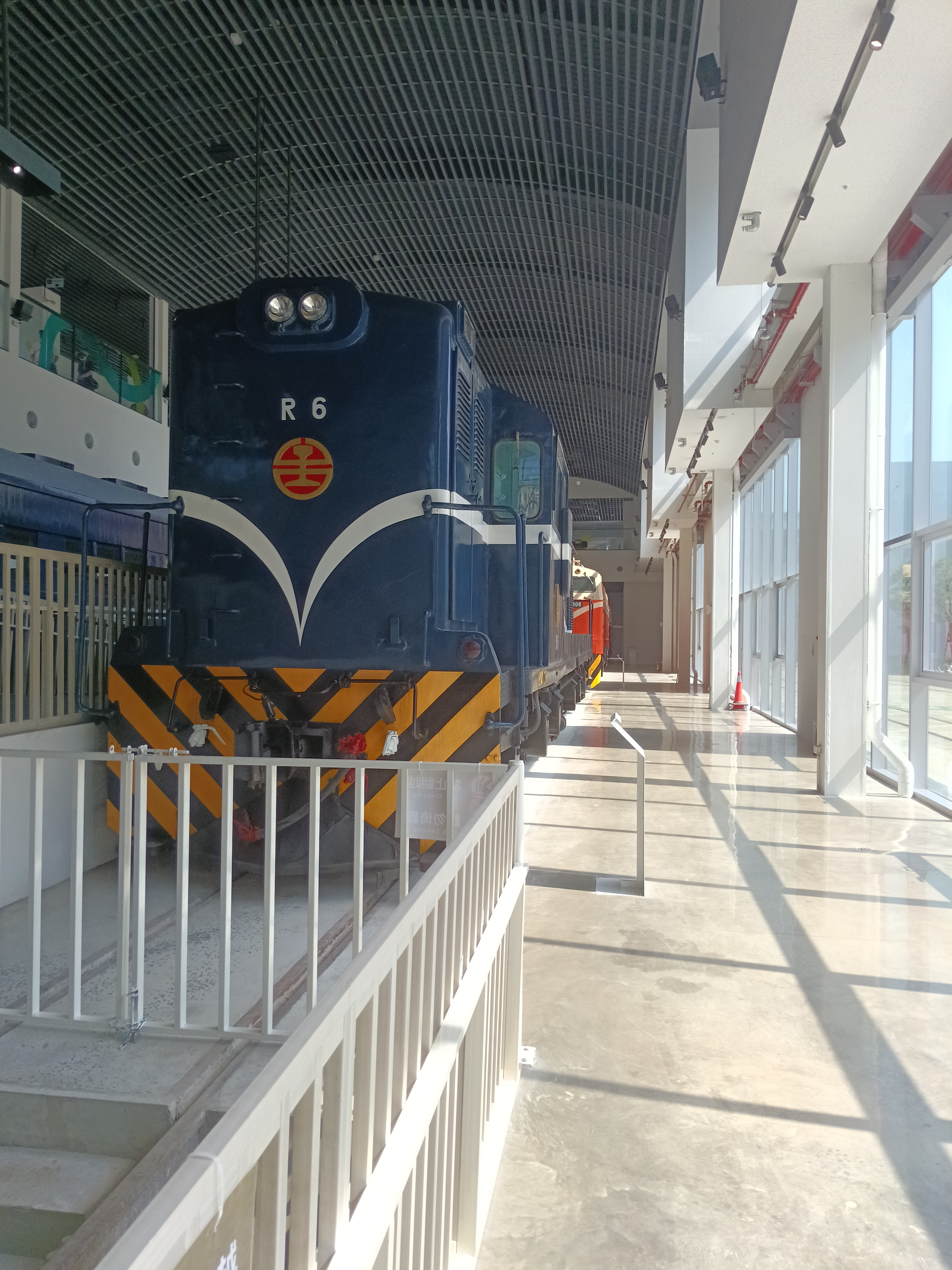
臺鐵R6號柴電機車
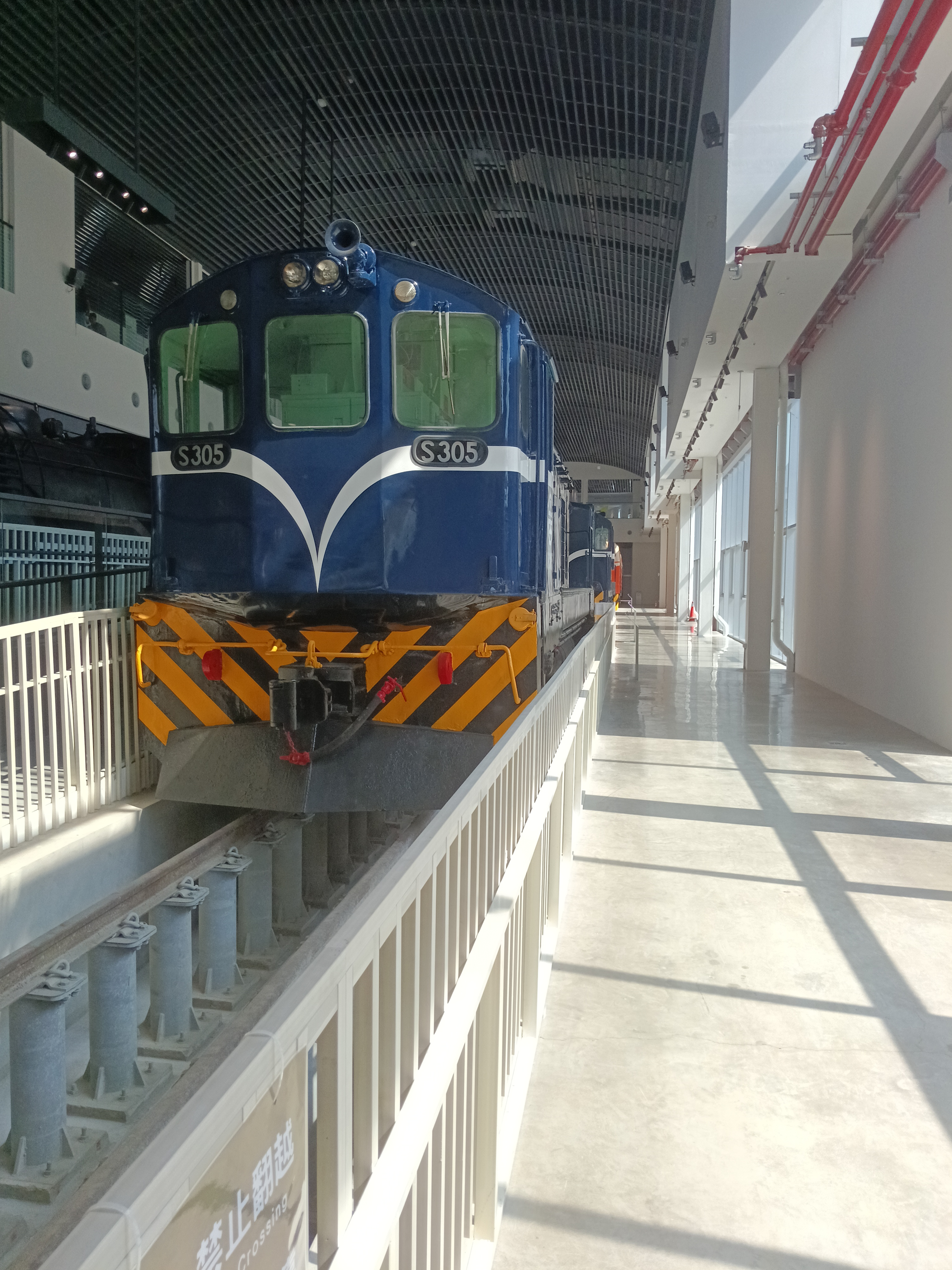
臺鐵S305號柴電機車
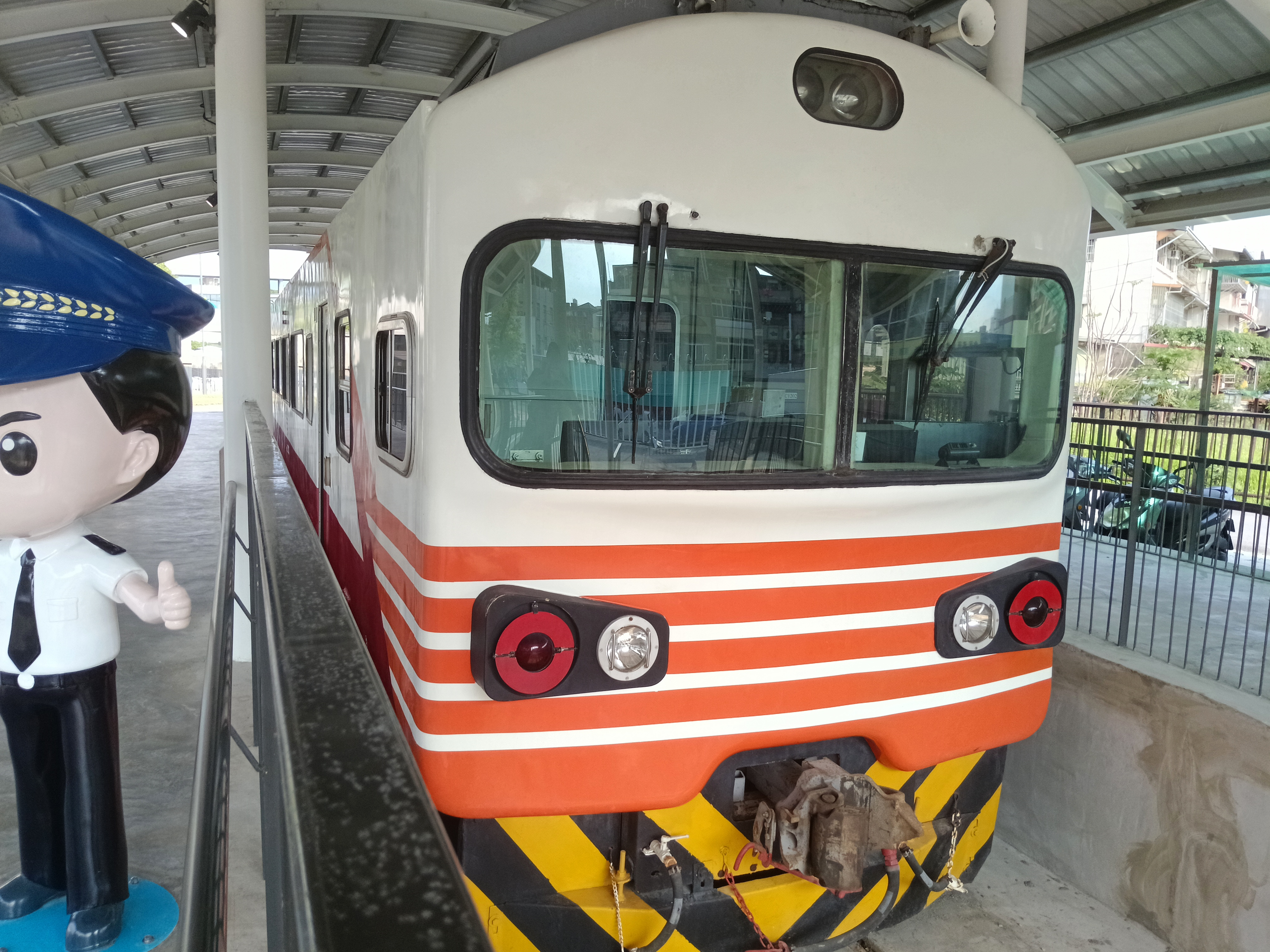
臺鐵55EMC1202號電聯車車廂
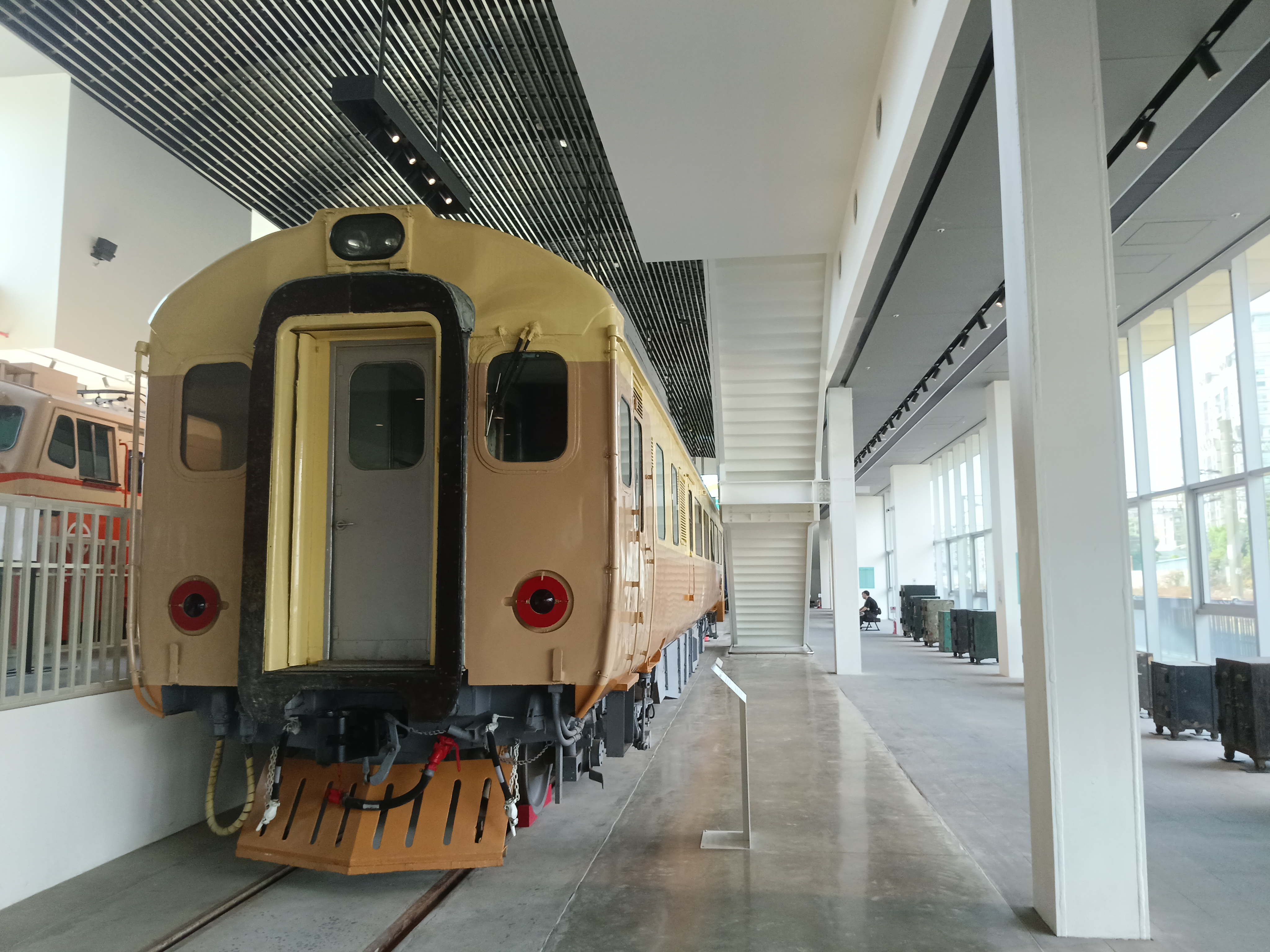
臺鐵50EMU108號電聯車車廂
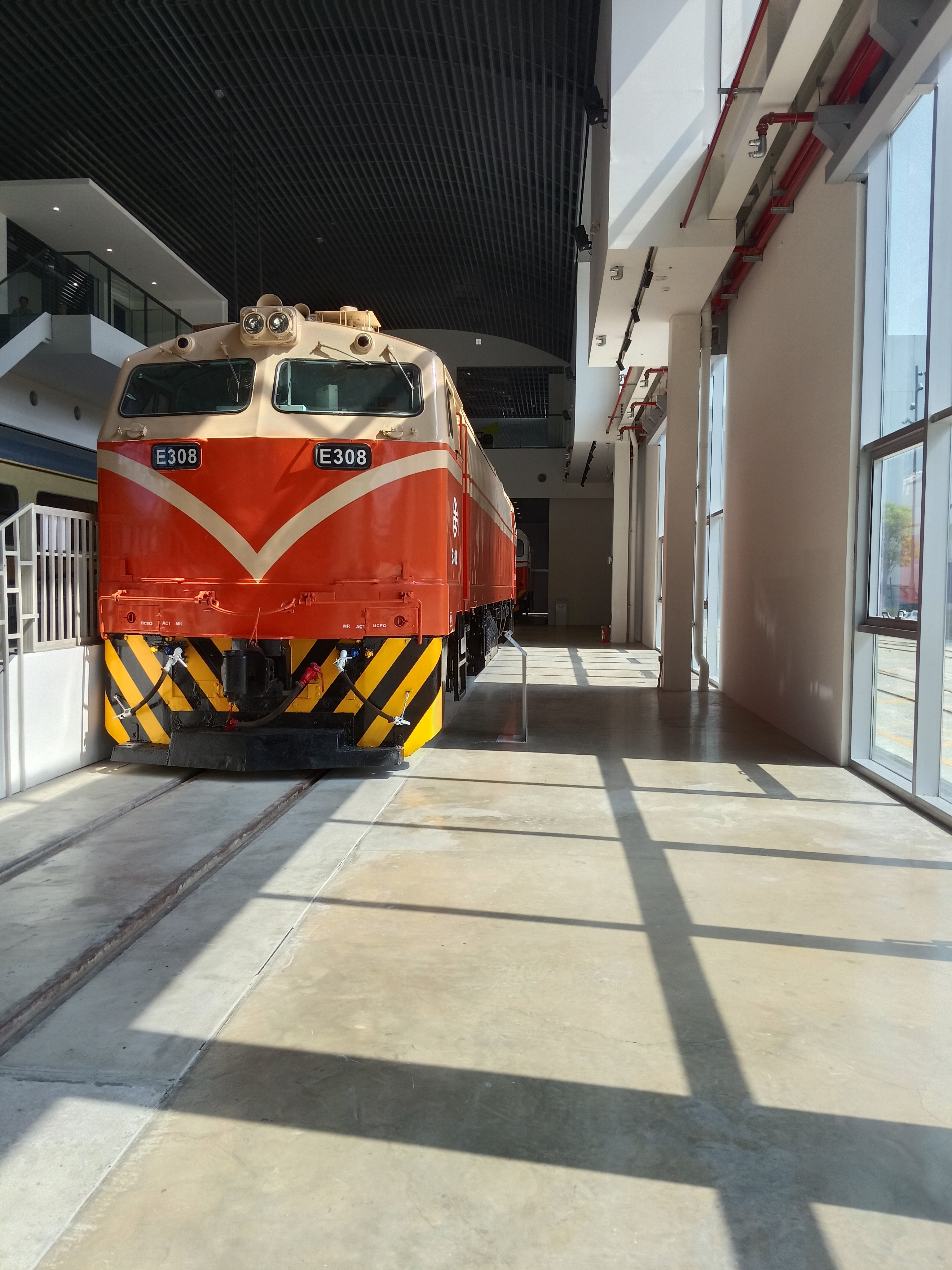
臺鐵E308號電力機車
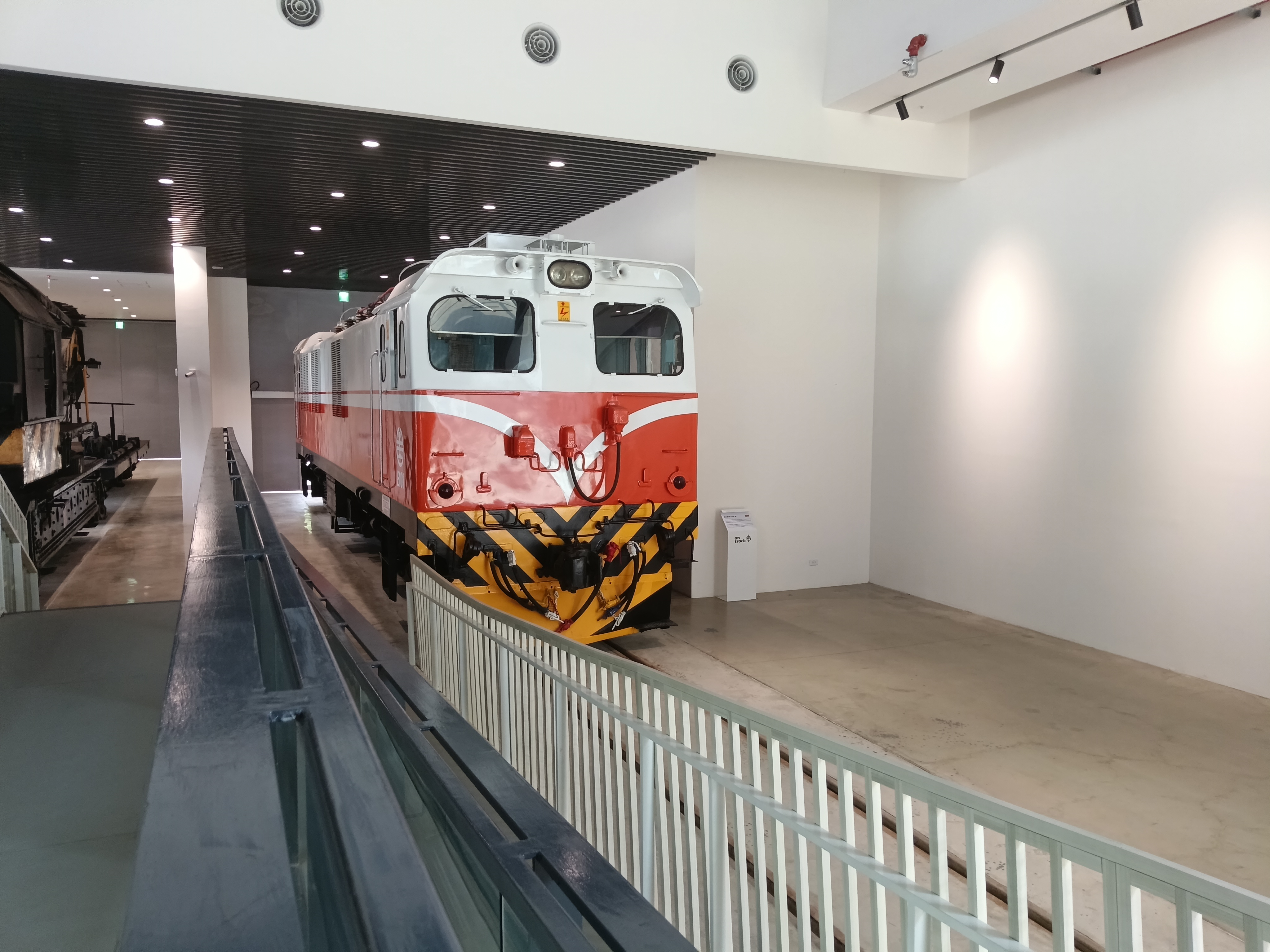
臺鐵E101號電力機車

## 外部連結
- 苗栗車站-苗栗鐵道博物館
- 苗栗火車頭園區的Facebook專頁